# Mario Cagna
Mario Cagna (* 8. Oktober 1911 in Lu Monferrato, Provinz Alessandria, Italien; † 4. April 1986) war ein römisch-katholischer Erzbischof und Diplomat des Heiligen Stuhls.

## Leben
Mario Cagna empfing am 22. Juli 1934 das Sakrament der Priesterweihe für das Bistum Casale Monferrato.
Am 13. Oktober 1962 ernannte ihn Papst Johannes XXIII. zum Titularerzbischof von Heraclea in Europa und bestellte ihn zum Apostolischen Internuntius in Japan. Der Kardinalstaatssekretär Amleto Giovanni Kardinal Cicognani, spendete ihm am 18. November desselben Jahres die Bischofsweihe; Mitkonsekratoren waren der Bischof von Casale Monferrato, Giuseppe Angrisani, und der Sekretär der Kongregation für außerordentliche Aufgaben der Kirche, Kurienerzbischof Antonio Samorè. Mario Cagna nahm an der zweiten, dritten und vierten Sitzungsperiode des Zweiten Vatikanischen Konzils teil.
Am 17. September 1966 ernannte ihn Papst Paul VI. zum Apostolischen Delegaten in Jugoslawien. Mario Cagna wurde am 22. August 1970 Apostolischer Pro-Nuntius in Jugoslawien. Am 11. Mai 1976 bestellte ihn Paul VI. zum Apostolischen Nuntius in Österreich.
Cagna trat im November 1984 als Apostolischer Nuntius in Österreich zurück. In seinem Nachlass fanden sich Berichte über die Lage der Kirche in Österreich, die offenbar zur krisenhaften Situation führte, für die man im Allgemeinen seinen Nachfolger Michele Cecchini verantwortlich macht.

## Ehrungen
- Ehrenmitglied der katholischen Studentenverbindung KaV Danubia Wien-Korneuburg im ÖCV
- 1985: Großes Goldenes Ehrenzeichen am Bande für Verdienste um die Republik Österreich